# (16630) 1993 NZ1
A (16630) 1993 NZ1 a Naprendszer kisbolygóövében található aszteroida. Eric Walter Elst fedezte fel 1993. július 12-én.